# 제26회 골든 글로브상
제26회 골든 글로브상은 1968년 상영된 영화 중 가장 뛰어난 영화를 수상하기 위해 1969년 2월에 열린 시상식이다. 미국,엠버서더 호텔/코코넛 그로브에서 개최되었다.

## 수상 및 후보

### 세실 B. 데밀 상
- 그레고리 펙 수상

### 작품상-드라마
- 겨울의 라이온 - 안소니 하비 수상
- 찰리 - 랠프 넬슨
- 키에프의 신화 - 존 프랑켄하이머
- 마음은 외로운 사냥꾼 - 로버트 엘리스 밀러
- 슈즈 오브 더 피셔먼 - 마이클 앤더슨

### 여우주연상-드라마
- 레이첼 레이첼 - 조앤 우드워드 수상
- 맨발의 이사도라 - 바네사 레드그레이브
- 조지 수녀의 살해 - 베릴 레이드
- 겨울의 라이온 - 캐서린 헵번
- 악마의 씨 - 미아 패로우

### 남우주연상-드라마
- 겨울의 라이온 - 피터 오툴 수상
- 보스톤 교살자 - 토니 커티스
- 찰리 - 클리프 로버트슨
- 키에프의 신화 - 앨런 베이츠
- 마음은 외로운 사냥꾼 - 알란 아킨

### 작품상-뮤지컬코미디
- 올리버 - 캐럴 리드 수상
- 피니안의 무지개 - 프란시스 포드 코폴라
- 화니 걸 - 윌리엄 와일러
- 별난 커플 - 진 삭스
- 나, 너 그리고 우리 - 멜빌 샤벨슨

### 여우주연상-뮤지컬코미디
- 화니 걸 - 바브라 스트라이샌드 수상
- 애인 관계 - 지나 롤로브리지다
- 피니안의 무지개 - Petula Clark
- 스타 - 줄리 앤드류스
- 나, 너 그리고 우리 - 루실 볼

### 남우주연상-뮤지컬코미디
- 올리버 - 론 무디 수상
- 피니안의 무지개 - 프레드 아스테어
- 별난 커플 - 잭 레먼
- 별난 커플 - 월터 매튜
- 프로듀서 - 제로 모스텔

### 여우조연상
- 악마의 씨 - 루스 고든 수상
- 피니안의 무지개 - 바바라 행콕
- 포 러브 오브 아이비 - 애비 링컨
- 마음은 외로운 사냥꾼 - 선드라 록
- 겨울의 라이온 - 제인 메로우

### 남우조연상
- 스타 - 대니얼 매시 수상
- 키에프의 신화 - 휴 그리피스
- 포 러브 오브 아이비 - 보 브리지스
- 올리버 - 휴 그리피스
- 추적자 - 오시 데이비스
- 서브젝트 워스 로지스 - 마틴 쉰

### 외국어 영화상
- 전쟁과 평화 - 세르게이 본다르처크 수상
- Baisers voles - 프랑수아 트뤼포
- 비련의 신부 - 프랑수아 트뤼포
- 늑대의 시간 - 잉그마르 베르히만
- 해피 집시 - Aleksandar Petrovic

### 감독상
- 레이첼 레이첼 - 폴 뉴먼 수상
- 화니 걸 - 윌리엄 와일러
- 겨울의 라이온 - 안소니 하비
- 올리버 - 캐럴 리드
- 로미오와 줄리엣 - 프랑코 제페렐리

### 각본상
- 찰리 - 스터링 실리펀트 수상
- 키에프의 신화 - 달톤 트럼보
- 겨울의 라이온 - 제임스 골드먼
- 프로듀서 - 멜 브룩스
- 악마의 씨 - 로만 폴란스키

### 음악상
- 슈즈 오브 더 피셔먼 - 알렉스 노스 수상
- 치티 치티 뱅 뱅 - Robert B. Sherman
- 겨울의 라이온 - 존 배리
- 로미오와 줄리엣 - 니노 로타
- 악마의 씨 - 크리스토퍼 코메다
- 토마스 크라운 어페어 - 미셀 르그랑

### 주제가상
- 토마스 크라운 어페어 - 미셀 르그랑 수상
- 애인 관계 - 리즈 오톨라니
- 치티 치티 뱅 뱅 - Robert B. Sherman
- 화니 걸 - 줄리 스타인
- 스타 - 지미 반 헤슨